# Bebeto (político)
Bebeto, nome político de Carlos Roberto Rodrigues (Belo Horizonte, 31 de julho de 1963) é um comerciante e político brasileiro, filiado ao Progressistas (PP).
Em 2022, foi o único candidato do PTB eleito deputado federal nas eleições de 2022, com um total de 41.075 votos.
Em outubro do mesmo ano, o partido PTB não superou a cláusula de barreira, razão pela qual iniciou o processo de fusão com Patriota, para formar o Mais Brasil.
Em 2023, Bebeto optou por deixar a sigla e se filiou ao Progressistas.
Foi vereador de São João de Meriti por seis mandatos consecutivos.
Em 1 de maio de 2024, Bebeto sofreu uma tentativa de homicídio após ficar em meio a uma troca de tiros disparados por dois homens em uma moto numa rua em São João de Meriti.